# Сефтренское сельское поселение
Сефтренское сельское поселение или муниципальное образование «Сефтренское» — упразднённое муниципальное образование со статусом сельского поселения в Верхнетоемском муниципальном районе Архангельской области России.
Соответствовало административно-территориальной единице в Верхнетоемском районе — Сефтренский сельсовет.
Административный центр — посёлок Зеленник.
Законом Архангельской области от 26 апреля 2021 года № 413-25-ОЗ с 1 июня 2021 года упраздняется в связи с преобразованием Верхнетоемского муниципального района в муниципальный округ.

## География
Сефтренское сельское поселение находится на севере Верхнетоемского района, на правом берегу реки Северная Двина и в бассейне реки Сефтра.

## История
Муниципальное образование было образовано в 2006 году.

## Население
| 1970 | 1979  | 1992  | 2001  | 2002  | 2003  | 2004  |
| ---- | ----- | ----- | ----- | ----- | ----- | ----- |
| 2674 | ↘2286 | ↘1791 | ↘1529 | ↘1461 | ↘1375 | ↘1288 |
| 2010 | 2011  | 2012  | 2013  | 2014  | 2015  | 2016  |
| ↘837 | ↘830  | ↘756  | ↘713  | ↘652  | ↘611  | ↘571  |
| 2017 | 2018  | 2019  | 2020  | 2021  |       |       |
| ↘554 | ↘525  | ↘498  | ↘470  | ↘453  |       |       |

## Населённые пункты
- Андреевская
- Бутырская
- Губинская
- Ермолинская
- Зашидровская
- Зеленник
- Исаковская
- Истопная
- Новодворская
- Речной
- Семёновская
- Тишинская
- Унжица
- Шидровская

### Карты
- [mapp38.narod.ru/map1/index53.html Топографическая карта P-38-53,54. Зеленник]